# Награда „Бранка и Млађа Веселиновић”
Награда Бранка и Млађа Веселиновић је награда која се додељује глумцу или глумици за најбољу интерпретацију у представама које су премијерно изведене у тој календарској години на сценама Југословенског драмског позоришта. Награда се додељује од 2012. године. Названа је по глумцима Бранки и Млађи Веселиновић, који су фондацији ЈДП-а донирали средства из којих се и додељује.

## Добитници
- 2012 — Небојша Глоговац, за улогу у представи Сумњиво лице[2]
- 2013 — Александра Јанковић, за улогу у представи Хинкеман: шта мора нека буде
- 2014 — Војин Ћетковић, за улогу у представи Дневник о Чарнојевићу
- 2015 — Наташа Тапушковић, за улогу у представи Шта се догодило након што је Нора напустила мужа или Стубови друштава[3]
- 2016 — Небојша Глоговац, за улогу Хамлета[4]
- 2017 — Јелисавета Саблић, за улогу госпође Фроле у представи Тако је (ако вам се тако чини)[5][6]
- 2018 — Ненад Јездић, за улогу Јожефа Кантора у представи Краљ Бетајнове[7]
- 2021 — Миодраг Драгичевић, за улогу Каспара у представи Каспар[8]
- 2022 — Јована Беловић и Сања Марковић за улоге у представи Мој муж[9]